# Neo soul
Neo soul (conosciuto anche come nu soul) è un genere musicale che fonde R&B contemporaneo, soul degli anni settanta, e pop rap. È il terzo più grande sottogenere dell'R&B contemporaneo, dopo il new jack swing, nato tra la fine del 1980 e l'inizio del 1990, e l'hip hop soul, sviluppatosi durante gli anni novanta. Il termine "neo soul", creato da Kedar Massenburg, produttore nella famosa Motown Records, è da alcuni guardato con disprezzo come niente più che una specializzazione commerciale dell'R&B contemporaneo, da altri è invece sostenuto per la sua capacità di rievocare il soul degli anni 60 e renderlo vivo in un'epoca musicale caratterizzata da musica pop ed elettronica.

## Genesi
La creazione del genere si può identificare nel lavoro della band di Raphael Saadiq, Tony! Toni! Toné!, alla metà del 1990, e in coincidenza con la pubblicazione di uno dei primi lavori di D'Angelo, Brown Sugar, del 1995. Brown Sugar conteneva elementi di soul classico, ispirati da artisti come Stevie Wonder, Donny Hathaway e Marvin Gaye, entrambi tastieristi come D'Angelo. In seguito, nel 1995, il duo Groove Theory, formato da Amel Larrieux, il cantante, e Bruce Wilson, produttore esordisce e riscuote un discreto successo. Nel 1997, l'artista Motown Erykah Badu ha pubblicato il suo album di debutto, Baduizm, il cui successo ha aperto la strada a diversi altri artisti. Con il successo di questi lavori, il genere comincia a riscoutere successo, ma la popolarità rimane prevalentemente in territorio americano.

## Il successo commerciale
La prima artista neo soul ad avere un grande impatto sul mercato mondiale è stata Lauryn Hill, il cui album di debutto The Miseducation of Lauryn Hill del 1998, è stato definito dalla critica uno dei lavori più significativi di tutti i tempi ed è stato successivamente inserito nella Lista dei 500 migliori album secondo Rolling Stone. Le vendite dell'album sono state incredibili: l'album ha sfiorato 20 milioni di copie. La cantautrice ha guadagnato grazie al successo dell'album cinque Grammy Awards nel 1999, stabilendo un record tuttora raggiunto solo da altre 4 artiste. Ancora oggi, il successo di Lauryn costituisce un grande passo avanti per quanto riguarda la musica d'autore afroamericana e per quanto riguarda lo sviluppo di generi come il neo soul o l'hip-hop soul.

### Popolarità del neo soul
Dopo il successo fenomenale della Hill, un numero di altri artisti neo soul ha iniziato a comporre hit R&B, tra i più noti Joss Stone, Macy Gray, Angie Stone, Musiq Soulchild e India.Arie. Alicia Keys, con il suo album di debutto del 2001 Songs in A Minor ha avuto un successo pari a quello di Lauryn, eguagliando il record di vincita di Grammies in una sola serata (5 nel 2002) e vendendo oltre 11 milioni di copie in tutto il mondo. Il suo lavoro è stato acclamato dalla critica, e l'impatto del suo sound ha dato popolarità ulteriore allo stile. L'innovazione principale della Keys consiste nell'utilizzo costante del pianoforte e nella struttura dei suoi brani, basati su strumenti classici combinati con ritmi hip hop. Altri artisti neo soul rilevanti sono Lucy Pearl, Floetry, Glenn Lewis, Res, Truth Hurts, Bilal e Giorgia in Italia, che hanno tutti raggiunto popolarità nel panorama musicale pop e R'n'B. Forse meno suonato in Italia, ma fortemente acclamato dalla critica americana e mondiale, è Maxwell che si è distinto con i suoi album, soprattutto con "Now" che è stato il terzo album della sua carriera e giunto anche in Italia e dal quale è stato estratto il singolo "Get to know ya". Da ricordare sicuramente anche Erykah Badu, una cantante afroamericana nativa di Dallas che ha raggiunto il suo successo con l'album "Baduizm" addirittura volendo con questo titolo affermare la sua supremazia nel "nu soul" con una corrente musicale tutta sua. Negli anni ancora più recenti si ricorda John Legend, il cui stile trae ispirazione da Stevie Wonder, mentre per quanto concerne la scena italiana, da citare gli italiani Soul Basement, che vantano fra le proprie file alcuni dei più grandi vocalists della black music contemporanea, come Keni Stevens e Marlon Saunders.